# Maria Chuana
Maria Chuana je slovenská thrash metalová, undergroundová kapela z Banské Bystrice. Zrod kapely je datován rokem 1992. Maria Chuana koncertovala na území Slovenska, Česka a také Polska.

## Členové skupiny
Kapela hrála v původní sestavě plných 8 let než prošla prvními personálními změnami. Prvotní personální změny se týkaly věku nových členů skupiny.[zdroj?] Od roku 2004 skupina hraje ve vykrystalizované personální sestavě až dodnes. Původními členy kapely jsou Bimbo (zpěv) a Oťap (bicí). Mako (kytara) a Bukelo (baskytara) hrají v kapele od roku 2004 a jedná se také o členy kapely Pyopoesy.

## Diskografie
Kapela vydala doposud čtyři studiová alba a DVD a v studiu Aries u Luboše Lichého (bývalého člena kapely Metalinda).

### Studiová alba
- 1996 Hashrock
- 1999 Bullshit
- 2002 Mešuge
- 2006 Eridani
- 2012 Mendax Illusio

### Kompilace
- 2001 Slováci na nohy! vol.1 skladba Vláček motoráček
- 2002 Slováci na nohy! vol.3 skladba Vodoholici